# 1951 في النرويج
فيما يلي قوائم الأحداث التي وقعت خلال عام 1951 في النرويج.

## سياسة

### تعيين في المنصب
- 1 يناير – هانس بيرغ Mayor of Bodin ‏.
- 19 نوفمبر – بيدير هولت Minister of Fisheries and Ocean Policy [الإنجليزية]‏.
- 19 نوفمبر – تريغفه براتلي Minister of Finance of Norway ‏.
- 19 نوفمبر – كارل هنري عضو برلمان النرويج  [لغات أخرى]‏.

### انتهاء فترة المنصب
- 1 يناير – إدفارد كريستيان دانيلسن Commander of the Navy ‏.
- 1 يناير – ليف لارسن mayor of Bærum ‏.
- 19 نوفمبر – أولاف ميسدالشاغين Minister of Finance of Norway ‏.
- 19 نوفمبر – أينار غارهاردسن رئيس وزراء النرويج.

## رياضة
- 1 يناير – كأس النرويج 1951 الفائز Sarpsborg FK [الإنجليزية]‏.

## مواليد

### يناير
- 4 يناير – تارجي اولسن سياسي نرويجي.

### فبراير
- 10 فبراير – تروند بيدرسن لاعب ومدرب كرة قدم نرويجي.

### مايو
- 8 مايو – جون إبراهمسين لاعب كرة قدم نرويجي.
- 12 مايو – أويفيند داهل عداء مراثوني نرويجي.
- 31 مايو – توم كولبغورنسن

### أغسطس
- 4 أغسطس – بير كنوتسن كاتب نرويجي.
- 19 أغسطس – ليليان مولر

### أكتوبر
- 4 أكتوبر – سفيري هايم

### نوفمبر
- 2 نوفمبر – جون أولاف إغيلاند

### ديسمبر
- 8 ديسمبر – كنوت هيلتنس منافِس أوليمبي نرويجي.

## وفيات

### يناير
- 26 يناير – رودلف اولسن (مواليد 1882)

### أبريل
- 6 أبريل – هافدان كليف (مواليد 1879) ملحن نرويجي.

### يونيو
- 10 يونيو – كاثرين بوغ (مواليد 1877)

### يوليو
- 16 يوليو – كارستن هنريك برون جونيور (مواليد 1868) لاعب رماية نرويجي.

### سبتمبر
- 28 سبتمبر – كارل ألبرت أندرسن (مواليد 1876)